# Podemłynie
Podemłynie – centralna część miasta Biłgoraja, położona w rejonie zbiegu Al. Jana Pawła II z ulicami Włosiankarską i Sikorskiego.